# Roberto Carrión Pollit
Roberto Carrión Pollit (né le 7 novembre 1929 et mort le 17 avril 2007) est un homme politique péruvien, maire de Lima de 1978 à 1979.